# Iryna Kalynovska
Iryna Mykolajivna Kalynovska, ukrainska: Іри́на Микола́ївна Калино́вська, är ukrainskan organist och pianist.

## Biografi
Iryna Mykolaivna Kaljnovska studerade orgel och piano vid Ukrainas nationella musikakademi Pjotr Tjajkovskij. Hon studerade bland annat för professor A. Jankelevitj och professor Arsenij Kotljarevskij. Som organist har Kalynovska arbetat vid Kamjanets-Podilskyj statligt historiskt museum-reservera,  Chmelnytskyj oblasts filharmoniker och Kiev teater av poesi. Hon är sedan 1983 anställd som organist vid Ukrainas nationella orgel och kammarmusiksal. Kalynovska har även studerat orgel för Wolfgang Schetelich, Ferdinand Klinda och Leopoldas Digrys.

### Repertoar
Kaljnovska framför klassiska verk av bland annat Johann Sebastian Bach , César Franck och Olivier Messiaen. Hon har även framfört verk av Lesja Dytjko, Volodymyr Huba, Viatcheslav Nazarov, Victoria Poliova, Volodymyr Zubytskyj, Volodymyr Runchak, Mikhail Shukh, Y. Lionk och Sviatoslav Luniov. Hon framför även verk av ukrainska kompositörer.

## Priser och utmärkelser
- 1982 - Pris för bästa musikaliska framförandet i First Republican Organists Contest.[1]
- 1996 - Hedrad konstnär av Ukraina.[1]
- 2009 - Ukrainas folkkonstnär.[1]